# セムナーン
セムナーン（ペルシア語: سمنان; Semnān [semˈnɒːn] ( 音声ファイル)）はイラン北部の町でセムナーン州の州都。人口は2005年推計で119,778人。アルボルズ山脈南麓にあって標高は海抜1138mに位置する。穀物および棉花の地域的取引の中心である。

セムナーンで歴史的にもっとも重要な産業は織物と絨毯である。しかし今日、雇用人口比においてこれに匹敵するのが工業で、特に自動車、二輪車の製造業が強い。
セムナーンはテヘラン（220km）とマシュハド（685km）間の通商路上に位置し、伝統的にその重要な中継地点であった。今日ではテヘラン・マシュハド間は鉄道、道路で結ばれている。
街の西部にある「マーレ」は、もともとはセムナーンとは別の街で、マーレに住む人びとは地元の言葉でマーレジュと呼ばれた。マーレはクーエリー（コディーヴァール）、クーシュマガーン、ザヴァガーンから構成されていた。現在マーレはセムナーンの一部となっている。

## 高等教育機関
- セムナーン大学
- セムナーン医科大学
- イスラーム自由大学セムナーン